# B612財団
B612財団（B612 Foundation）は、小惑星の衝突から地球を守るために設立された民間の財団である。当面の目標は、「2015年までに小惑星の軌道を制御の下で変えることができるようになること」としている。
B612計画は、2001年10月20日にアメリカ航空宇宙局のジョンソン宇宙センターで宇宙物理学者ピート・ハットと宇宙飛行士エドワード・ルーによって主催された小惑星に関するワークショップから生まれ、ラッセル・シュウェイカート、クラーク・チャップマン、ピート・ハット、エドワード・ルーによって2002年10月7日に設立された。
アントワーヌ・ド・サン＝テグジュペリの『星の王子様』に登場する王子の故郷の小惑星B612にちなんで命名された。
センチネルと名づけた小惑星探索用の人工衛星を建造し、2017年から2018年にかけて打ち上げることを目指している
。

## 財務状況
B612財団はカリフォルニア州の非営利法人であり、税金控除を受けている。カリフォルニア州ティブロンに本部を置く。